# An Caisteal
An Caisteal ist ein 995 m (3.264 ft) hoher Berg in Schottland. Sein gälischer Name bedeutet Die Burg. Er liegt in den südlichen Highlands südlich der Ortschaft Crianlarich im Loch Lomond and the Trossachs National Park und zählt zu den Munros.  

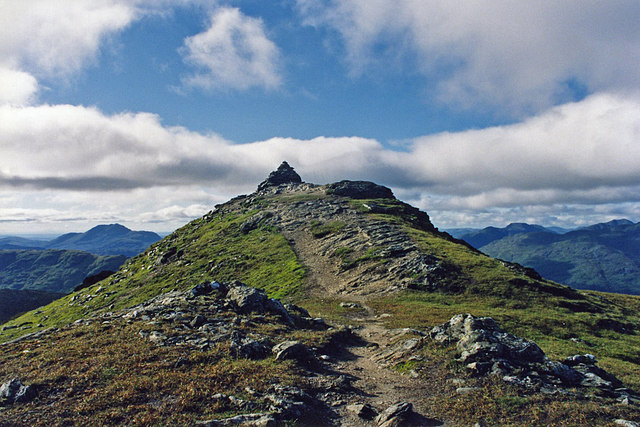
Der Cairn auf dem Gipfel des An Caisteal, im Hintergrund links der Ben Lomond

Östlich des in Nord-Süd-Richtung verlaufenden langgezogenen, überwiegend grasigen und im höheren Bereich von felsigeren Partien durchsetzten Grats, dessen höchste Spitze der An Caisteal darstellt, liegt das tief eingeschnittene Tal des oberen River Falloch, einem der Zuflüsse des Loch Lomond, der im Gipfelbereich des südlich benachbarten Beinn a’ Chroin entspringt. Das nördliche Ende des Grats bildet der 709 Meter hohe Top Sròn Gharbh. Westlich besitzt der An Caisteal einen kleineren, nach Nordwesten verlaufenden Zweiggrat, der im Top des 710 Meter hohen Stob Glas endet. Südöstlich bzw. südwestlich des Gipfels leiten der 809 Meter hohe Sattel des Bealach Buidhe zum benachbarten Beinn a’ Chroin und ein breiter grasiger Sattel mit etwas über 600 Meter Höhe zum Beinn Chabhair, beides ebenfalls Munros. Hier verläuft auch die Wasserscheide zwischen schottischer West- und Ostküste. 
Der An Caisteal kann sowohl von Crianlarich im Norden als auch aus Richtung Süden bestiegen werden, viele Bergsteiger kombinieren dies mit einem oder beiden benachbarten Munros. Im Norden beginnt der Aufstieg an der A82 südwestlich von Crianlarich im Glen Falloch und führt über den gesamten langgezogenen Grat. Südlicher Ausgangspunkt, allerdings mit deutlich längerem Anstieg, ist die kleine Ansiedlung Inverlochlarig westlich von Balquhidder. 